# گری پالیستر
گری پالیستر (به انگلیسی: Gary Pallister) زادهٔ ۳۰ ژوئن ۱۹۶۵ بازیکن فوتبال اهل انگلستان بود که سابقهٔ بازی در تیم ملی فوتبال انگلستان را در کارنامهٔ خود دارد. وی در تاریخ ۲۷ آوریل ۱۹۸۸ نخستین بازی ملی خود را در مقابل تیم ملی فوتبال مجارستان انجام داد و با حضور در ۲۲ بازی ملی، در تاریخ ۹ اکتبر ۱۹۹۶ واپسین بازی ملی‌اش را در برابر تیم ملی فوتبال لهستان برگزار کرد.